# 塞塞尼亚
塞塞尼亚，是西班牙卡斯蒂利亚-拉曼恰托莱多省的一个市镇。总面积72.68平方公里，总人口19,109人（2012年），人口密度262.92人/平方公里。